# Goose house Phrase 17 Flight
《Goose house Phrase #17 Flight》為Goose house的第7張正規專輯，於2018年4月11日發行。

## 概要
- 與上次同時發行的專輯《Goose house Phrase #15 HEPTAGON》相距約一年兩個月[2]。
- 專輯收錄了第6張單曲（Goose house Phrase #16 笑容的花朵）的歌曲。
- 發售首日於Oricon公信榜即得到第11名的銷售成績[3]；發售當週亦得到週榜第19名的銷售成績[4]。

## 收錄內容

### DISC1
- 作詞作曲皆為Goose house

1. 春天的眼淚 （春の涙を） (5:00)
2. #紀念寫真（#記念写真） (4:22)
3. Bad Luck (4:19)
4. 單純的冒險心（無邪気な冒険心） (4:38)
5. 不在地圖上的路（地図にない道） (4:51)
6. 揮棒女孩（スイングガール） (3:40)
7. 約翰與洋子（ジョンとヨーコ） (5:06)
8. Laugh (3:25)
9. 在這比比皆是的時代裡（何もかも有り余っている こんな時代も） (5:02)
  - 6th單曲收錄曲
10. 緊握的人（繋ぐひと） (5:17)
11. 笑容的花朵（笑顔の花） (4:44)
  - 6th單曲收錄曲

### DISC2 (初回限定盤)
以下四首曲目，為2017年11月22日『Goose house Live House Tour 2017』東京演唱會現場音源收錄。
1. 追尋聲音的方向→（オトノナルホウヘ→） (5:27)
2. ALL MY LOVE (3:59)
3. 笑容的花朵（笑顔の花） (5:14)
4. 在這比比皆是的時代裡（何もかも有り余っている こんな時代も） (5:12)

## 外部連結
春の涙を/Goose house（歌詞付き） （页面存档备份，存于）

繋ぐひと／Goose house（歌詞付き）4/11『Flight』収録曲 （页面存档备份，存于）

笑顔の花／Goose house （页面存档备份，存于）